# Гуэрра, Елена
Святая Еле́на Гуэ́рра (итал. Elena Guerra, 23 июня 1835, Лукка, Тоскана — 11 апреля 1914, Лукка, Тоскана) — итальянская католическая монахиня. Основала конгрегацию «Облаты Святого Духа». Посвятила жизнь образованию китайских и африканских девочек.
Причислена к лику блаженных папой Иоанном XXIII в 1959 году. Канонизирована папой Франциском в 2024 году.

## Биография
Родилась в богатой аристократической семье в Лукке 23 июня 1835 года. У Антонио Гуэрры и Фаустины Франчески кроме неё было ещё пятеро детей. Получила конфирмацию в июне 1843 года.
Помогала в одной из конгрегаций Викентия де Поля, заботясь о бедных и больных. Когда в 1853 году Лукку поразила холера, ухаживала за больными с разрешения родителей. Между 1857 и 1864 годами болела и не могла покидать дом. За это время выучила французский язык и латынь, изучала музыку и искусство, а также труды Отцов Церкви. В 1866 году основала мирскую ассоциацию, занимавшуюся образованию девочек под покровительством Богоматери, святого Иосифа и покровительницы Лукки святой Зиты. Одной из ее учениц была святая Джемма Гальгани.
В апреле 1870 году в сопровождении отца отправилась в Рим на заседание Первого Ватиканского собора, созванного папой Пием IX. Встретилась с папой 23 июня 1870 года. В 1882 году на основе её общины была официально учреждена монашеская конгрегация «Облаты Святого Духа». В 1885 году Гуэрра написала письмо папе Льву XIII с просьбой возродить почитание Святого Духа. Папа ответил апостольским письмом (Provida matris caritate). Воодушевившись, она адресовала папе тринадцать писем в период с 1895 по 1903 год. Лев XIII предоставил ей частную аудиенцию 18 октября 1897 года, на которой выразил поддержку её конгрегации.
Переписывалась с Арнольдом Янссеном по поводу «воинов Святого Духа», которые боролись бы против масонов. В августе 1906 года оставила пост руководителя своей конгрегации из-за внутренних разногласий и ультиматума архиепископа Лукки. Организация наконец получила одобрение папы Пия X в марте 1911 года.
Скончалась 11 апреля 1914 года (в Великую субботу). Основанная ею конгрегация продолжает работу в таких странах, как Иран и Филиппины; в 2008 году в общине состояли 232 монахини в 36 обителях по всему миру.

## Почитание

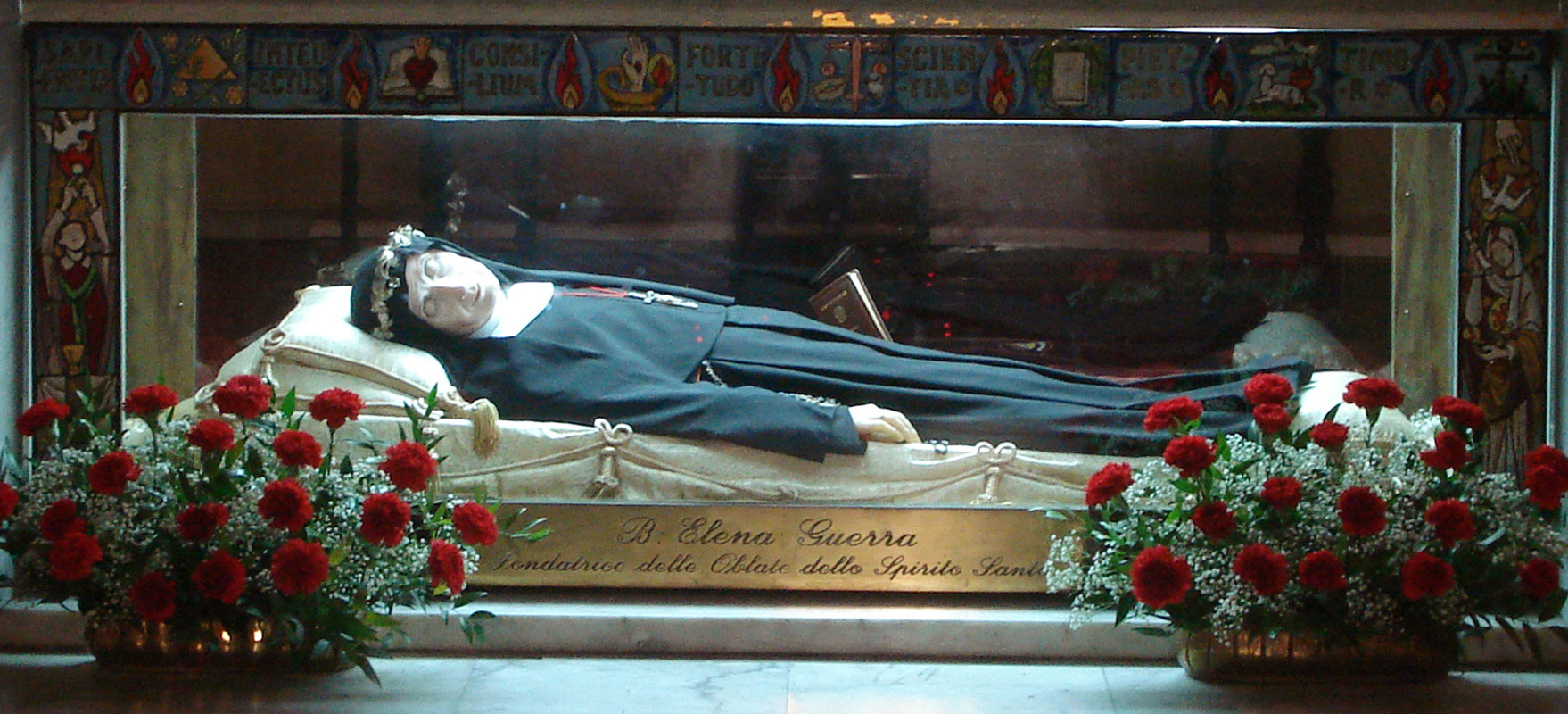
Реликварий блаженной Елены Гуэрра в церкви Святого Августина в Лукке.

Беатифицирована папой Иоанном XXIII в соборе Святого Петра 26 апреля 1959 года. В своей речи папа назвал её «современным апостолом Святого Духа». 13 апреля 2024 года папа Франциск одобрил второе чудо, необходимое для канонизации. Канонизирована на церемонии на площади Святого Петра 20 октября 2024 года.
Джон Боско называл Герру «золотым пером», высоко оценивая её духовные сочинения. Её мощи хранятся в церкви Святого Августина в Лукке.
День памяти — 11 апреля.